# Bubber
 Ikke at forveksle med Bubber (Dolph & Wulff).
Niels Christian Meyer (født 11. december 1964 i Hellerup), bedre kendt som Bubber, er en dansk tv-vært.
I offentligheden har han aldrig været kendt som andet end Bubber. Han er en af Danmarks mest kendte tv-værter og er bedst kendt for børneprogrammerne Bubbers Badekar og Snurre Snups Søndagsklub samt rækken af dokumentarprogrammer Danmark ifølge Bubber og Bubber og B.S. med B.S. Christiansen.

## Tv-karriere
Bubber startede sin karriere efter en kort overgang som stik-i-rend-dreng ved Nordisk Film. Efter i en tid at have lavet sit første tv-show Bubbers Badekar på Kanal 2's morgenprogram Morgenflimmer, tog han i 1990 programmet med sig til TV 2, hvor det blev vist lørdag eftermiddag "sytten-nul-dut." Programmet var ikke tildelt de bedste økonomiske midler, men Bubber formåede som på Kanal 2 at gøre programmet til en succes for både børn og voksne, ved at vise tegninger fra børnene og tegnefilm på fjernsynet i badekarret, mens han også havde børn igennem på telefonen, til at finde Holger og synge en sang for rock-blomsten. Bubber indspillede i 1990 singlen "Bubbers Badekar", som blev årets mest solgte single med 40.000 eksemplarer.
Senere blev han vært på børneshowet Snurre Snups Søndagsklub (1994–2005), der blev vist hver søndag morgen og formiddag på TV 2. Dette program var en blanding af gæster i studiet, musik, tegnefilm og meget mere. Under dette forløb var Bubber også vært på børne- og ungdomsprogrammet Det er dit valg, der blev sendt under folketingsvalgene 1997 og 2001. Efter Snurre Snups Søndagsklub har Bubber blandt andet været vært for børneprogrammerne Tjekpoint Teddy (2006–2007) og Børnenes Restaurant (2007).
Udover børne-tv har Bubber også været vært på en række underholdningsprogrammer i den bedste sendetid på TV 2. Han fungerede i flere år som sommer-vikar på Mandags Chancen, og han var vært for tre sæsoner af Den Store Klassefest. Derudover har Bubber været vært på fire sæsoner af talentshowet Scenen er din, og han har været med jægersoldaten B.S. På Afveje to gange i henholdsvis Afrika og Canada. I 2009 blev programmet Bubber & B.S. i Trøjen sendt, hvor Bubber blandt andet har fløjet et F-16-fly..
Bubber blev i 2001 ansat som børne- og ungdomsredaktør på TV 2, med ansvar for hele kanalens børne- og ungdomsflade. Her stod han blandt andet bag produktionen af programmerne Nelly Nut Show, Kidschen, Hellig Ko og Rundfunk (2003–2005). Han stod også bag en række børnedokumentarer og familiefilm, samt julekalenderen Jesus & Josefine (2003). I 2004 blev Bubber dog fyret fra stillingen, efter at have medvirket i en reklame for Jensens Bøfhus, hvilket er forbudt for chefer på TV 2.
Bubber har også været meget aktiv indenfor cirkusverdenen. Han var sprechstallmeister for Cirkus Arena gennem syv år samt 65-års jubilæums-turnéen i 2022, og han har også været vært på to cirkusprogrammer på TV 2, Sådan Cirkus (2006) og Cirkus! Cirkus! (2006).
Bubber debuterede som instruktør på børnefilmen Frode og alle de andre rødder fra 2008.
I 2009 blev Bubber ansat som vært og ideudvikler i tv-produktionsselskabet Eyeworks. Her udviklede han reportageserien Danmark ifølge Bubber til TV 2, hvor Bubber tog rundt og besøgte forskellige kulturer og prøvede at leve med dem i nogle dage. Programmerne handlede bl.a. om swingerklubber, transvestitter, mænd i dametøj og Thylejren. Efter 8 sæsoner med mere end 80 programmer meddelte TV 2 i december 2013, at der ikke ville blive sendt flere programmer i serien.
Den 17. december 2009 blev Bubber anholdt ved Christiansborg i København, mens han var ved at optage et program til serien Danmark Ifølge Bubber om Greenpeace-aktivister, som på tidspunktet demonstrerede mod klimatopmødet 2009. Han blev dog løsladt dagen efter med alle sigtelser frafaldet, eftersom han ikke, som det tidligere havde været rapporteret, havde kravlet op i en lygtepæl, hvilket ville have været en overtrædelse af ordensbekendtgørelsen.
Fra efteråret 2014 er Bubber vært på flere børneprogrammer på DR Ultra.

## Hæder
- I 2002 modtog han Børnebibliotekarernes Kulturpris for sin rolle som programvært på Snurre Snups Søndagsklub.
- I 2004 modtog han Pråsprisen, der uddeles af Danske Børne- og Ungdomsfilmklubber.[9]
- I 2005 modtog Bubber Årets Otto ved Årets Otto.[10]
- I 2011 fik han prisen som Årets TV-vært ved TV Prisen for sin programserie Danmark ifølge Bubber.[11]
- I 2014 vandt han prisen Årets Det grinte vi meget af-pris ved Zulu Awards sammen med Chili Claus, for et klip, hvor han spiste en meget stærk chili.[12]

## Privatliv
Bubbers kælenavn stammer fra farfaren, der, da han så Bubber første gang umiddelbart efter fødslen, udbrød "bubbele", der betyder dukkebarn på det jødiske sprog jiddisch.
Bubber har tre børn sammen med Christina Ibsen Meyer, som han har været gift med fra 1991 til 2019. Bubber har en sejlbåd, en Luffe 37. Den hedder SOL og er opkaldt efter hans tre børns forbogstaver. Han startede med at sejle på Furesøen i optimistjolle.
Bubber annoncerede den 14. november 2019 at han var gået fra sin kone, Christina, efter 28 års ægteskab, samt at han har en ny kæreste som venter deres barn.